# Hans Selye
Hans Hugo Bruno Selye  (nacido Selye János,  1907-1982) fisiólogo y médico austrohúngaro que posteriormente se naturalizó canadiense, fue director del Instituto de Medicina y Cirugía Experimental de la Universidad de Montreal.

## Biografía
Hans Selye era hijo de János Selye, un reconocido académico húngaro, en honor al cual se le puso su nombre a la universidad de Komárom y a una escuela de educación secundaria en la misma ciudad. Su padre conoció a una dama austríaca y al poco tiempo de vivir en Viena dio a luz a Hans, a quien legalmente le pusieron nombre húngaro. Sus estudios básicos y superiores los completó en la propia Viena y luego de la Segunda Guerra Mundial se vio obligado a emigrar a Norteamérica, asentándose en Canadá. En 1950 publicó su investigación más famosa, "El estrés", un estudio sobre la ansiedad. 
Hans Selye nació en Viena en 1907. Ya en el segundo año de sus estudios de medicina (1926) empezó a desarrollar su famosa teoría acerca de la influencia del estrés en la capacidad de las personas para enfrenarse o amoldarse a las consecuencias de lesiones o enfermedades. Descubrió que pacientes con variedad de dolencias manifestaban muchos síntomas similares, los cuales podían ser atribuidos a los esfuerzos del organismo para responder al estrés de estar enfermo. Él llamó a este conjunto de síntomas Síndrome del estrés, o Síndrome de Adaptación General (GAS).
A partir de la tesis, el estrés o síndrome general de adaptación pasó a resumir todo un conjunto de síntomas psicofisiológicos. Selye fue capaz de separar los efectos físicos del estrés de otros síntomas sufridos por sus pacientes a través de su investigación. Observó que sus pacientes padecían trastornos físicos que no eran causados directamente por su enfermedad o por su condición médica.

## Algunas publicaciones
- "A Syndrome Produced by Diverse Nocuous Agents" - 1936 Art. de Hans Selye de The Journal of Neuropsychiatry & Clinical Neurosciences
- The Stress of life. New York: McGraw-Hill, 1956
- From dream to discovery; on being a scientist. NY: McGraw-Hill 1964
- Hormones & resistance. Berlin; NY: Springer-Verlag, 1971.
- Stress without distress. Filadelpfa: J. B. Lippincott Co., c 1974

- Datos: Q89394
- Multimedia: Hans Selye / Q89394